# Charles Thorson
Charles "Charlie" Gustav Thorson (Winnipeg, 29 de agosto de 1890 – Vancouver, 7 de agosto de 1966) foi um cartunista político canadense, designer de personagens, autor de livros infantis e ilustrador. Thorson é mais conhecido como o homem que projetou e nomeou Pernalonga.

## Início da vida e família
Thorson nasceu em Winnipeg, Manitoba, Canadá. Ele era descendente de islandês, pois seus pais faziam parte da imigração islandesa para o Canadá no século XIX. Seus pais faziam parte dos 1.700 islandeses que se registraram no Escritório de Imigração de Winnipeg em 1887. O político Joseph Thorson era seu irmão mais velho. 

## Carreira
O desenho do auto-retrato de Thorson, em 1931, o retratou como um viking baseado em sua descendência islandesa. 
De 1935 a 1945, Thorson trabalhou em estúdios de animação americanos, incluindo The Walt Disney Company e Warner Bros. Ele criou centenas de personagens de desenhos animados, incluindo Branca de Neve, Elmer Fudd, Little Hiawatha, Sniffles the Mouse, 'Inki and the Mynah', A Dama Conhecida como Lou e Twinkletoes. Thorson contaria a amigos e familiares em Winnipeg que a aparência de Branca de Neve era baseada em sua namorada islandesa com o nome de Kristin Solvadottir. Solvadottir era uma garçonete islandesa localizada em Winnipeg, embora seja discutido se ela era realmente uma namorada ou um interesse amoroso.
Depois de deixar a Disney, Thorson projetou o personagem Pernalonga em 1939.
Thorson escreveu dois livros infantis, Keeko em 1947 e Chee-chee e Keeko em 1952, sobre as aventuras de um menino nativo americano. Ele também criou o personagem Punkinhead, que apareceu em vários livros infantis e nos catálogos da Eaton por muitos anos.
Thorson viveu sua vida sem crédito público por suas criações. Seu nome nunca foi mencionado em créditos de filmes associados e "raramente mencionado em discos de estúdio ou em outros livros de animação". Essas criações podem ser encontradas nos álbuns pessoais de Thorson, que incluem esboços e desenhos de modelos compartilhados com sua família.
Thorson morreu em Vancouver, British Columbia, em 7 de agosto de 1966. 